# Arroyo del Durazno
El Arroyo del Durazno es un curso de agua uruguayo que atraviesa el departamento de  Soriano perteneciente a la cuenca hidrográfica del Río de la Plata.
Nace en la Cuchilla del Bizcocho y desemboca en el arroyo del Perdido tras recorrer alrededor de  28 km.